# Orchis serraniana
Orchis serraniana är en orkidéart som beskrevs av Pierre Delforge. Orchis serraniana ingår i släktet nycklar, och familjen orkidéer.
Artens utbredningsområde är Spanien. Inga underarter finns listade i Catalogue of Life.